# 臨済録
臨済録（臨濟錄、りんざいろく）は、中国唐代の禅僧で臨済宗開祖の臨済義玄の言行をまとめた語録。一巻（編によっては二巻）。正式名は『鎮州臨済慧照禅師語録』。四家語録の１つ。

## 概要
臨済の弟子の三聖慧然によってまず編纂された。その後も円覚宗演によって増補され、宣和2年（1120年）に印刷された。その後、広く流布し、「語録の王」と呼ばれている。
北宋の馬防による序文の「序」、弟子たちとの問答集の「上堂語」、弟子への講義録の「示衆」、他の禅僧との問答集の「勘弁」、伝記の「行録」、「眞定十方臨濟慧照玄公大宗師道行碑」「臨濟正宗碑銘」の碑文2つの「塔記」から構成される。

## 本文の一部

### 「示衆」から
```
你欲得識祖佛麼。 祇你面前聴法底是。
```

君たち、その祖仏に会いたいと思うか。今わしの面前でこの説法を聴いている君こそがそれだ。（入矢義高訳）
```
問、如何是眞佛眞法眞道、乞垂開示。師云、佛者心清浄是。
```

問い、「真実の仏、真実の法、真実の道とはどんなものですか、どうぞお示しください。」師は言った、「仏とは心の清浄さがそれ。」（入矢訳）
```
道流、約山僧見處、與釋迦不別。今日多般用處、欠少什麼。六道神光、未曾間歇。若能如是見得、祇是一生無事人。
```

「弟子たちよ、わしの見地からすれば、この自己は釈迦と別のものではない。現在のこの日々のはたらきに何の欠けているものがあろうか。この六根を通じての自由な輝きは、一瞬でもとぎれたことはない。もし、このように徹見できれば、これこそ一生大安心の人だ。」

## 版本・訳注
- 『続古尊宿語要』
- 『古尊宿語録』
- 「五山版 臨済録」
- 「古活字版 臨済録」
- 『臨済録 全』貝葉書院 手摺和綴本
- 『臨済録 大正新脩大蔵経 巻47』
- 『臨済録』（朝比奈宗源訳注、岩波文庫、1935年、改版1971年（復刻・一穂社、2004年）→タチバナ教養文庫、2000年）
- 『臨済録』（柳田聖山訳、中央公論新社・中公クラシックス、2004年→中公文庫、2019年）現代語訳のみ
  - 元版『世界の名著 18　禅語録』（中央公論社、新版・中公バックス、1978年）、旧版・其中堂、1961年
- 『臨済録』（古田紹欽訳註、角川文庫、1962年）
- 『佛典講座 30　臨済録』（柳田聖山、大蔵出版、1972年、新版2008年）
- 『禅の語録 10　臨済録』（秋月龍珉訳著、筑摩書房、1972年、新版2016年）
- 『臨済録』（入矢義高訳注、岩波文庫、1989年→ワイド版1991年）
- 『臨済録』（山田無文著、禅文化研究所、2001年）
- 『六祖壇経・臨済録 新国訳大蔵経 中国撰述部』（齋藤智寛、衣川賢次訳注、大蔵出版、2019年）ISBN 9784804382074
- 『臨済録訳注』（衣川賢次訳著、大法輪閣、2023年）

## 関連書籍
- 釈宗活『臨済録講話』（光融館、1924年）
- 間宮英宗『臨済録 - 聖典講話』（新興出版社、1935年）
- 陸川堆雲『臨済及臨済録の研究』（喜久屋書店、1949年）
- 足利紫山『臨済録提唱』（大法輪閣、1954年）
- 古田紹欽『臨済録の思想』（春秋社、1956年）
- 平田精耕『提唱臨済録』（上・下、柏樹社、1984年）
- 中村文峰『臨済録物語』（大蔵出版、1992年）
- 『臨済録一字索引』（ウルス・アップ編、花園大学国際禅学研究所、1993年）
- 里道徳雄『臨済録 - 禅の神髄』（NHKライブラリー、1995年）
- 大森曹玄『臨済録講話』（春秋社、1980年、新装版2005年）
- 西村惠信『臨済録をめぐる断章 - 自己確立の方法』（禅文化研究所、2006年）
- 小川隆『臨済録 - 禅の語録のことばと思想』（「書物誕生」岩波書店、2008年）
  - 『臨済録のことば　禅の語録を読む』講談社学術文庫、2024年
- 町田宗鳳『生きてるだけでいいんだよ -『臨済録』自由訳による-』（創美社、2009年）
- 有馬頼底『『臨済録』を読む』（講談社現代新書、2015年）
- 中村文峰『臨済録提唱』（春秋社、2016年）
- 『「臨済録」国際学会　論文集』(禅文化研究所編、臨済宗黄檗宗連合各派合議所・花園大学、2016年)
- 『柳田聖山集 第4巻　臨済録の研究』（法蔵館、2017年）
- 衣川賢次『臨済　外に凡聖を取らず、内に根本に住せず』（「唐代の禅僧 8」臨川書店、2021年）